# Полянка-Велика
Полянка-Велика (пол. Polanka Wielka) — село в Польщі, у гміні Полянка-Велька Освенцимського повіту Малопольського воєводства. Населення — 4249 осіб (2011).

## Історія
У 1975-1998 роках село належало до Бельського воєводства.

## Демографія
Демографічна структура станом на 31 березня 2011 року:
|          | Загалом | Допрацездатний вік | Працездатний вік | Постпрацездатний вік |
| -------- | ------- | ------------------ | ---------------- | -------------------- |
| Чоловіки | 2107    | 476                | 1386             | 245                  |
| Жінки    | 2142    | 432                | 1256             | 454                  |
| Разом    | 4249    | 908                | 2642             | 699                  |